# 우주생물학

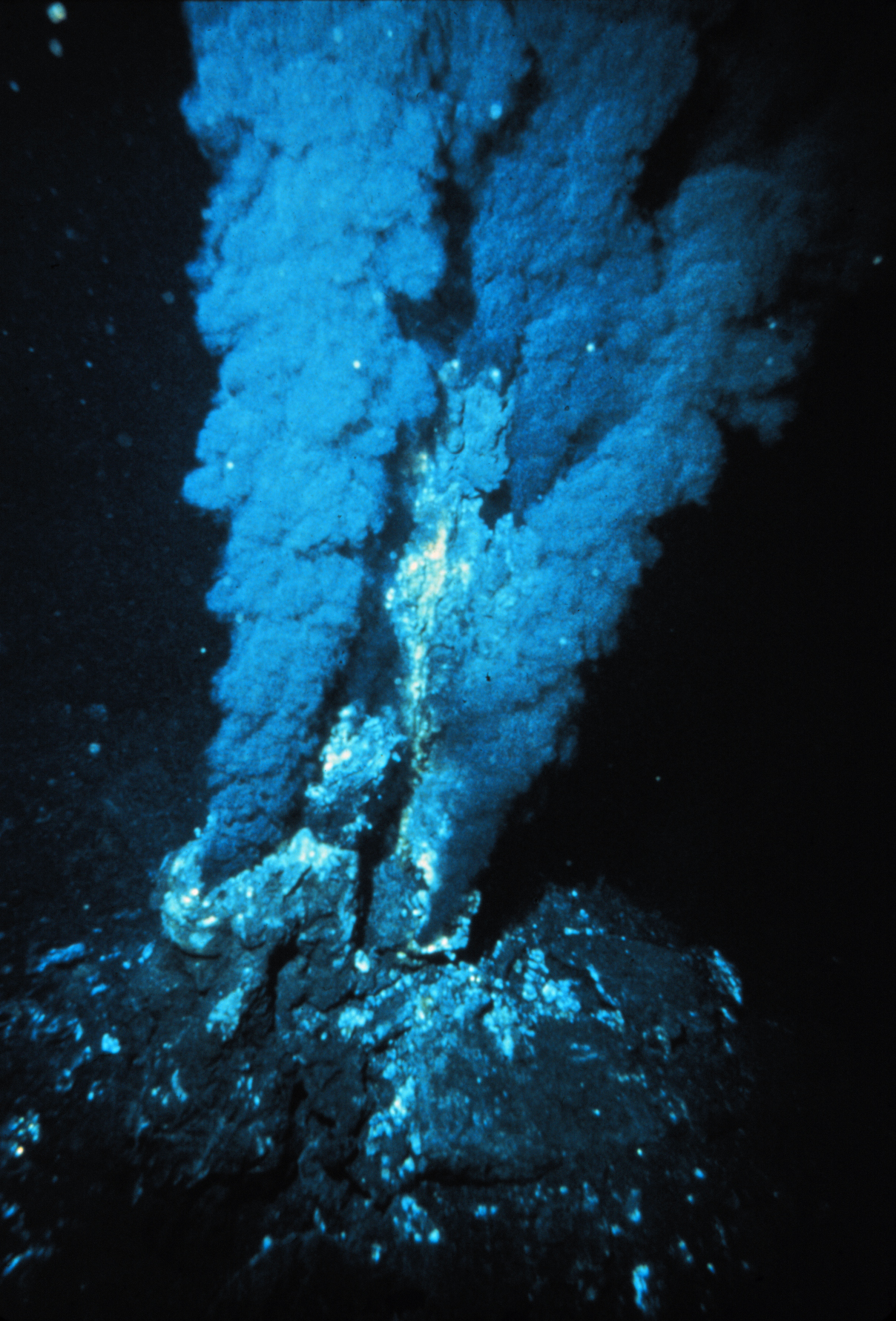

우주생물학(宇宙生物學, astrobiology)은 생물의 탄생과 진화의 과정을 규명하여, 지구 이외의 천체에서 생명체가 존재할 가능성을 밝혀내고, 이를 토대로, 외계 생물의 존재 여부와, 이런 생물들의 생명 유지 활동이 일어나는 기작에 대하여 예측하는 학문이다.
우주생물학은 결정론적 조건과 우발적 사건을 조사하여 우주 생명체의 기원, 초기 진화, 분포 및 미래를 연구하는 생명 및 환경 과학 분야이다. 학문으로서 우주생물학은 생명체가 지구 너머에 존재할 수 있다는 전제에 기초하고 있다. 우주생물학 연구는 태양계와 그 너머의 거주 가능한 환경에 대한 연구, 과거 또는 현재 외계 생명체의 행성 생체 특징 검색, 지구 생명체의 기원과 초기 진화에 대한 연구라는 세 가지 주요 영역으로 구성된다.
우주생물학 분야는 20세기 우주 탐험의 도래와 외계 행성의 발견과 함께 시작되었다. 초기 우주생물학 연구는 외계 생명체 탐색과 다른 행성에 생명체가 존재할 가능성에 대한 연구에 중점을 두었다. 1960년대와 1970년대에 NASA는 화성에 착륙하여 생명체의 흔적을 찾는 미국 최초의 임무인 바이킹 프로그램 내에서 우주생물학 연구를 시작했다. 이 임무는 다른 초기 우주 탐사 임무와 함께 학문으로서의 우주생물학 발전의 토대를 마련했다.
거주 가능한 환경과 관련하여 우주생물학은 화산 및 심해 환경과 같은 지구상의 척박한 환경에 거주하는 극한 생물에 대한 연구를 통해 화성, 유로파 및 외계 행성과 같이 지구 너머에 생명체가 존재할 수 있는 잠재적인 위치를 조사한다. 이 주제에 대한 연구는 우주생물학적 응용을 위해 지구과학, 특히 지구생물학의 방법론을 활용하여 수행된다.
생체특징 검색에는 유기 화합물, 동위원소 비율 또는 미생물 화석 형태로 과거 또는 현재 생명체의 징후를 식별하는 작업이 포함된다. 이 주제에 대한 연구는 우주생물학적 응용을 위해 행성 및 환경 과학, 특히 대기과학의 방법론을 활용하여 수행되며, 종종 원격 탐사 및 현장 임무를 통해 수행된다.
우주생물학은 또한 다른 행성에서 생명체가 형성되는 데 필요한 조건을 이해하려고 노력하기 위해 지구상 생명체의 기원과 초기 진화에 대한 연구와 관련이 있다. 이 연구는 무생물에서 생명이 어떻게 출현했는지, 그리고 그것이 어떻게 오늘날 우리가 볼 수 있는 다양한 유기체로 진화했는지 이해하려고 한다. 이 주제에 대한 연구는 우주생물학적 응용을 위해 고생물학, 특히 고생물학의 방법론을 활용하여 수행된다.
우주생물학은 과학자들에게 많은 도전과 기회를 안겨주는 강력한 학제간 측면을 지닌 빠르게 발전하는 분야이다. 우주생물학 프로그램 및 연구 센터는 전 세계의 많은 대학 및 연구 기관에 존재하며 NASA 및 ESA와 같은 우주 기관에는 우주생물학 연구를 위한 전담 부서와 프로그램이 있다.

## 개요

### 외계 생물에 대한 현대 이전의 추측
지구 이외의 다른 행성에도 생명체가 살 수 있을지도 모른다는 생각은 예로부터 있어왔다. 서양에서는 이미 1600년에 이탈리아의 신학자인 조르다노 브루노가 외계 생물의 존재를 인류 역사상 처음으로 주장한 바 있었고, 네덜란드의 천문학자인 크리스티안 하위헌스도 독자적으로 외계 생물의 존재를 주장하였다. 동양에서는 조선의 실학자인 홍대용이 처음으로 외계 생물의 존재 가능성을 언급하였다. 이러한 외계 생물의 존재 가능성은 이후, 생물권의 개념과, 이에 근거한 행성 거주가능성에 대한 생각으로 이어져, 우주생물학의 탄생을 촉발시켰다.

### 우주생물학의 탄생
우주생물학(astrobiology)을 처음으로 학문적인 영역에서 진지하게 언급한 인물은 영국의 생물학자인 앨프리드 러셀 월리스였고, 우주생물학이라는 학문을 처음으로 탄생시킨 인물은 미국의 천문학자인 칼 세이건이었다.

## 같이 보기
- 생명의 기원
- 능동적 외계 지능 찾기
- 천체화학
- 우주진
- 외계생명
- 대체생화학
- 행성 거주가능성
- 합성생물학